# Güplüce, Gümüşhacıköy
Güplüce là một xã thuộc huyện Gümüşhacıköy, tỉnh Amasya, Thổ Nhĩ Kỳ. Dân số thời điểm năm 2010 là 292 người.